# Neopicrorhiza
Neopicrorhiza é um género botânico pertencente à família Plantaginaceae. Tradicionalmente este gênero era classificado na família das Scrophulariaceae.

## Espécies
- Neopicrorhiza scrophulariiflora (Pennell) D.Y.Hong